# Archelaos (Priester)
Archelaos (altgriechisch Ἀρχέλαος), ein Priester des Apollon Karneios, war der erste Karneenpriester, der über Sikyon herrschte.
Nach den Königen regierten die Karneenpriester über die Stadt. Während Eusebius von Caesarea Zeuxippos als letzten König und Vorgänger des Archelaos nennt, führt Pausanias die Liste der Könige noch weiter, die schließlich mit Rhegnidas endet. Archelaos hatte das Amt nur ein Jahr inne und wurde von Automedon abgelöst.